# Ostrów (powiat Przeworski)
Ostrów is een dorp in het Poolse woiwodschap Subkarpaten, in het district Przeworski. De plaats maakt deel uit van de gemeente Gać en telt 370 inwoners.